# Ese'ejja
Els ese'ejja (huarayos, tiatinaguas, tambopata-guarayos, baguajas, baguajairis, echojas, mohinos, quinaquis o guacanahuas) són una ètnia que habiten una part de la regió amazònica limítrofa a la frontera entre el Perú i Bolívia. Al Perú habiten als marges dels rius Madre de Dios, Tambopata i Heath, mentre que a Bolívia habiten les riveras dels rius Beni i Madre de Dios. Lingüísticament formen part de les llengües tacanes.

## Història
Els inques van entrar en contacte amb els ese'ejja durant el regnat de Sinchi Roca i Yahuar Huaca als marges del riu Beni. El contacte amb la cultura europea ocorre cap a 1567 amb l'expedició de Maldonado a la regió de l'Alt Madre de Dios, posteriorment Domingo Álvarez de Toledo va arribar fins a territori habitat pels ese'ejja.
Existeix una publicació de Nicolás Armendia en 1887, en la qual esmenta una expedició de 1770 que situa als ese'ejja en les capçaleres dels rius Madre de Dios i Madidi.
Cap a 1900 la població d'aquesta ètnia estava situada en les capçaleres dels rius Heath i Tambopata.
Durant el període de l'apogeu del cautxú, els ese'ejja van tenir enfrontaments amb els «patrons», aquests conflictes van ocasionar una forta baixa demogràfica.
La població que es va autoreconèixer com ese'ejja en el cens bolivià de 2001 va ser de 396 persones. Aquest número va augmentar a 1.687 en el cens de 2012.

## Organització i economia
Els ese'ejja s'organitzen en dues meitats patrilineals exogàmiques, on es dona l'intercanvi de dones entre aquestes dues meitats. Això està reglamentat, de tal manera que es dona preferència a la cosina creuada (filla del germà de la mare o filla de la germana del pare). Sent la filiació patrilineal i la residència de la nova parella matrilocal o uxorilocal, és a dir, amb la família de l'esposa. Practiquen l'endogàmia i a vegades la poligàmia relativa. Cultura patriarcal i reserva el dret al lideratge als homes.
Les activitats econòmiques realitzades pels ese'ejja són l'agricultura de frega i crema, la pesca, la caça i la recol·lecció de castanyes, fusta i cautxú. La pesca és una activitat diària que forma part de la seva quotidianitat.